# Medaille van de Vriendschap
De Medaille van de Vriendschap (Vietnamees: "Huy chương hữu nghị") is een onderscheiding van Vietnam. De onderscheiding werd op 26 november 2003 ingesteld. Men verleent de medaille aan vreemdelingen die een bepaalde tijd in het land hebben gewerkt en aan de opbouw en verdediging van Vietnam hebben bijgedragen.
Het is in uitvoering en decoratiebeleid een typisch voorbeeld van een Socialistische onderscheiding. De vroegere onderscheidingen van de Sovjet-Unie hebben als voorbeeld gediend.
Net als veel socialistische orden wordt ook de Medaille van de Vriendschap aan een vijfhoekig gevouwen lint gedragen. De vorm is typisch Russisch en sluit niet aan bij Vietnamese tradities.
De Vietnamese Orde van de Vriendschap is hoger in rang dan deze medaille.